# ツアー・ダウンアンダー2009
ツアー・ダウンアンダー2009（Tour Down Under 2009）は、ツアー・ダウンアンダーの11回目のレース。2009年1月20日から25日まで、全行程801km（プロローグ除く）で行われた。アラン・デイヴィスが初優勝。
ランス・アームストロングが、2005年のツール・ド・フランス以来の現役復帰を果たした大会。アスタナのリーダーとして出場し、総合優勝のアラン・デイヴィスに対し29秒差の総合29位となった。

## 結果

### 総合上位選手
| 区間 | 月日 | スタート － ゴール                       | km    | 総合首位             | 時 間          | 総合2位                  | 時間差 | 総合3位                  | 時間差 |
| ---- | ---- | ---------------------------------------- | ----- | -------------------- | -------------- | ------------------------ | ------ | ------------------------ | ------ |
| 1    | 1/20 | ノアウッド － モーソン湖                 | 140.0 | アンドレ・グライペル | 3時間45分16秒  | バーデン・クック         | +05秒  | オリビエ・カイセン       | +05秒  |
| 2    | 1/21 | ハーンドルフ － スターリング             | 145.0 | アラン・デイヴィス   | 7時間31分42秒  | アンドレ・グライペル     | +03秒  | グレーム・ブラウン       | +04秒  |
| 3    | 1/22 | アンリー － ヴィクター港                 | 136.0 | アラン・デイヴィス   | 10時間47分11秒 | グレーム・ブラウン       | +00秒  | スチュアート・オグレディ | +05秒  |
| 4    | 1/23 | バーンサイド・ヴィレッジ － アンガストン | 143.0 | アラン・デイヴィス   | 14時間16分36秒 | グレーム・ブラウン       | +04秒  | スチュアート・オグレディ | +15秒  |
| 5    | 1/24 | スナッパー・ポイント － ウィランガ       | 148.0 | アラン・デイヴィス   | 17時間44分59秒 | スチュアート・オグレディ | +25秒  | ホセ・ホアキン・ロハス   | +30秒  |
| 6    | 1/25 | アデレード市域周回コース                 | 90.0  | アラン・デイヴィス   | 19時間26分59秒 | スチュアート・オグレディ | +25秒  | ホセ・ホアキン・ロハス   | +30秒  |

### 各区間上位選手
| 区間 | 月日 | スタート － ゴール                       | km    | 区間1位                | 時 間         | 区間2位                | 時間差 | 区間3位                  | 時間差 | 区間4位                  | 時間差 | 区間5位                    | 時間差 |
| ---- | ---- | ---------------------------------------- | ----- | ---------------------- | ------------- | ---------------------- | ------ | ------------------------ | ------ | ------------------------ | ------ | -------------------------- | ------ |
| 1    | 1/20 | ノアウッド － モーソン湖                 | 140.0 | アンドレ・グライペル   | 3時間45分27秒 | バーデン・クック       | 同     | スチュアート・オグレディ | 同     | ロビー・マキュアン       | 同     | ジャコポ・グアニエリ       | 同     |
| 2    | 1/21 | ハーンドルフ － スターリング             | 145.0 | アラン・デイヴィス     | 3時間46分25秒 | グレーム・ブラウン     | 同     | マルティン・エルミガー   | +02秒  | スチュアート・オグレディ | 同     | ジョージ・ヒンカピー       | +04秒  |
| 3    | 1/22 | アンリー － ヴィクター港                 | 136.0 | グレーム・ブラウン     | 3時間15分35秒 | アラン・デイヴィス     | 同     | スチュアート・オグレディ | 同     | ジョージ・ヒンカピー     | 同     | ルイス・レオン・サンチェス | 同     |
| 4    | 1/23 | バーンサイド・ヴィレッジ － アンガストン | 143.0 | アラン・デイヴィス     | 3時間29分35秒 | グレーム・ブラウン     | 同     | ホセ・ホアキン・ロハス   | 同     | スチュアート・オグレディ | 同     | マーク・レンショー         | 同     |
| 5    | 1/24 | スナッパー・ポイント － ウィランガ       | 148.0 | アラン・デイヴィス     | 3時間28分33秒 | ホセ・ホアキン・ロハス | 同     | マルティン・エルミガー   | 同     | スチュアート・オグレディ | 同     | ジェレミー・ロワ           | 同     |
| 6    | 1/25 | アデレード市域周回コース                 | 90.0  | フランチェスコ・キッキ | 1時間42分00秒 | ロビー・マキュアン     | 同     | スチュアート・オグレディ | 同     | グレッグ・ヘンダーソン   | 同     | ホセ・ホアキン・ロハス     | 同     |

### 総合成績
|    | 選手名                     | 国籍           | チーム                                 | 時間           |
| -- | -------------------------- | -------------- | -------------------------------------- | -------------- |
| 1  | アラン・デイヴィス         | オーストラリア | クイックステップ                       | 19時間26分59秒 |
| 2  | スチュアート・オグレディ   | オーストラリア | チーム・サクソバンク                   | +25秒          |
| 3  | ホセ・ホアキン・ロハス     | スペイン       | ケス・デパーニュ                       | +30秒          |
| 4  | マルティン・エルミガー     | スイス         | アージェードゥーゼル・ラモンディアーレ | 同             |
| 5  | ウェスリー・ザルツバーガー | オーストラリア | フランセーズ・デ・ジュー               | +37秒          |
| 6  | マイケル・ロジャース       | オーストラリア | チーム・コロンビア＝ハイロード         | +38秒          |
| 7  | マシュー・ウィルソン       | オーストラリア | チーム・南オーストラリア大学           | +39秒          |
| 8  | マウロ・サンタンブロージョ | イタリア       | ランプレ＝N.G.C                        | +40秒          |
| 9  | ユシ・ヴァイカネン         | フィンランド   | フランセーズ・デ・ジュー               | 同             |
| 10 | ミカエル・シェルル         | フランス       | フランセーズ・デ・ジュー               | 同             |

### 各部門賞
| ポイント賞 | アラン・デイヴィス                       | 34ポイント     |
| 2位        | グレーム・ブラウン                       | 24ポイント     |
| 3位        | アンドニ・ラフエンテ                     | 20ポイント     |
| 山岳賞     | アンドニ・ラフエンテ                     | 46ポイント     |
| 2位        | マルケル・イリサール                     | 38ポイント     |
| 3位        | オリヴィエ・カイセン                     | 24ポイント     |
| 新人賞     | ホセ・ホアキン・ロハス                   | 19時間27分29秒 |
| 2位        | ウェスリー・ザルツバーガー               | + 7秒          |
| 3位        | ミカエル・シェルル                       | + 10秒         |
| チーム総合 | フランセーズ・デ・ジュー                 | 58時間22分57秒 |
| 2位        | ケス・デパーニュ                         | +8秒           |
| 3位        | アージェー・ドゥーゼル・ラモンディアーレ | +11秒          |